# Étoile jumelle du Soleil
Cet article court présente un sujet plus développé dans : Étoile de type solaire et Amas ouvert.
Par « étoile jumelle du Soleil » on peut désigner :
- une étoile de type solaire, c'est-à-dire une étoile ayant des caractéristiques semblables à celles du Soleil (type spectral, température de surface, période de rotation, masse, variabilité et métallicité) ;
- une étoile née parmi le même amas stellaire que le Soleil, ce qui implique au minimum le même âge et la même composition chimique. La première de ces jumelles, HD 186302, a été découverte en 2018[1],[2].

On peut aussi appeler « étoiles sœurs du Soleil » les étoiles issues du même amas stellaire et réserver le terme d'« étoiles jumelles du Soleil » à celle qui en plus sont de type solaire.